# Charles Picqué
Pour les articles homonymes, voir Picqué.
Charles M.J.V. Picqué est un homme politique belge, socialiste (PS), né le 1er novembre 1948 à Etterbeek. Licencié en sciences économiques appliquées (Institut d'administration et de gestion de l'UCL, 1973), Ministre d'État, bourgmestre de la Commune de Saint-Gilles (Bruxelles) de 1985 à 2022, il a exercé cette fonction avec d'autres responsabilités politiques. Il a ainsi été à quatre reprises (1989-1995, 1995-1999, 2004-2009, 2009-2013) Ministre-président de la Région bruxelloise.
De 2014 à 2019, il est Président du Parlement bruxellois.

## Carrière
Issu de la Fondation Roi Baudouin, Charles Picqué commence sa carrière politique lors des élections communales de 1982 en étant élu sur la liste PS de la commune de Saint-Gilles. Il est désigné pour devenir échevin de l'urbanisme. En 1985, il remplace en cours de législature le bourgmestre démissionnaire Corneille Barca.
De 1985 à 1987, il est conseiller provincial de la province de Brabant.
En 1989, il devient ministre-président du gouvernement de la Région de Bruxelles-Capitale dès la création de celui-ci, tout en conservant le poste de bourgmestre de Saint-Gilles jusqu'en 1999.
De 2000 à 2003, il exerce la fonction de commissaire du gouvernement fédéral chargé de la politique des grandes villes, puis reprend cette compétence comme ministre fédéral de l'Économie et de la Recherche Scientifique. C'est à ce titre qu'il met en place les programmes de soutien aux grandes villes belges confrontées à des problématiques spécifiques, surtout sociales.
En juillet 2004, il redevient ministre-président bruxellois et occupera ce poste en cumulant avec le mayorat de Saint-Gilles.
Passionné par la problématique urbaine, bruxelloise en particulier, il s'est toujours affiché comme un défenseur de la capitale en tant que région distincte au sein de l'état fédéral belge.
Son action à la tête de la région de Bruxelles-Capitale aura été marquée par les fortes impulsions données à la revitalisation urbaine et à la politique de cohésion sociale (tout particulièrement au sein des communes et quartiers en difficulté du centre-ville et de la première périphérie en Région bruxelloise), mais aussi par le dossier du réaménagement du quartier de la gare de Bruxelles-Midi, sur le territoire de la commune de Saint-Gilles. Cette politique sera largement contestée par les habitants et les associations. En 2007, la Région sera jugée responsable de la dégradation du quartier par le tribunal de justice de paix. Le jugement évoque aussi un harcèlement et un brouillard administratif organisant une spéculation à la baisse. La Région est condamnée à 50 000 euros pour atteinte aux droits de l’homme !
En 2007, il initie le Plan de développement international pour Bruxelles (ou PDI), qui au cours de la décennie à venir doit permettre l'aménagement et l'équipement de dix grands sites urbains dans le but de conforter le rôle de Bruxelles comme grande ville à dimension internationale, revendiquant notamment (comme Luxembourg et Strasbourg) le titre de « capitale de l'Europe ». Cette politique est dénoncée par quelques comités de quartier comme étant le vecteur d'une mutation sociologique de la ville, menée à l'encontre des populations les plus fragilisées. Ces associations remettent aussi en question le caractère démocratique du PDI. Mathieu Van Criekingen et Jean-Michel Decroly, chercheurs de l'Université libre de Bruxelles, qualifient cette politique urbaine de Charles Picqué de « néolibérale ». Les partis d'opposition dénoncent dans le PDI un plan fourre-tout et sans valeur légale.[réf. nécessaire]
En 2009, candidat au poste de ministre-président bruxellois pour la quatrième fois, Charles Picqué est élu après avoir fait campagne sur le thème des réformes institutionnelles en cours de négociations au sein de l'État belge. Il se présente comme meilleur défenseur du statut de Bruxelles en tant que Région à part entière, et tout particulièrement en soulignant l'importance fondamentale du rôle économique de Bruxelles pour la Belgique et pour les deux autres régions du pays, ainsi que son rôle de lien et de cohésion - comme seule Région officiellement bilingue - entre les deux grandes communautés francophones et néerlandophones de la Belgique.
En mai 2011, il annonce  qu'il n'exerce pas son mandat jusqu'au bout. Effectivement, en 2013, un an avant l'échéance électorale, il démissionne pour être remplacé par Rudi Vervoort.
À la suite des élections de mai 2014, il devient président du Parlement bruxellois, fonction qu’il occupe conjointement avec le poste de bourgmestre de Saint-Gilles. 
En septembre 2018, il annonce qu'il ne briguera pas un nouveau mandat au sein du parlement bruxellois lors des régionales 2019, où il est un des premiers élus (en 1989), afin de se focaliser sur les enjeux communaux.

## Opinions
En tant que Bourgmestre et Ministre-Président, Charles Picqué a développé des outils de rénovation urbaine afin de garantir à la fois le développement économique de la Ville et sa mixité sociale. Il considère que cette mixité sociale et culturelle sont des outils indispensables pour lutter contre le repli social qui pousse au repli sur sa communauté.
C'est pourquoi il s'est toujours déclaré partisan de l'interculturalité qui permet de lutter contre les extrémismes. Une partie de ses opposants, très minoritaires, ont parfois voulu présenter ce combat comme "droitier". Au contraire, à la tête d'une commune que beaucoup comparent à un village et qui compte près de 140 nationalités, qui vivent en bonne entente, Charles Picqué a été le promoteur d'une politique de la Ville active et ambitieuse au service des plus précarisés. Autre illustration de sa promotion de l'interculturalité: les conseillers communaux et les échevins issus de la diversité élus sur la liste du Bourgmestre.
Charles Picqué se réclame de la social-démocratie. Philippe Moureaux lui reconnaît « un côté populiste », mais aussi « une empathie exceptionnelle ». Guy Vanhengel estime quant à lui qu'il est « un libéral qui s'ignore ».

## Décorations
- Grand officier de l'ordre de Léopold
- Grand-croix de l'ordre de la Couronne (2009)[12]

## Liste chronologique de ses fonctions
- 1983-1985 : Échevin de l'urbanisme, à Saint-Gilles
- 1985-2022[13] : Bourgmestre de Saint-Gilles
- 1985-1987 : Conseiller provincial du Brabant
- 1988-1990 : Député fédéral
- 1988-1989 : Ministre de la Communauté française chargé des Affaires sociales et de la Santé
- 1989-1995 : Ministre-Président de la Région de Bruxelles-Capitale, chargé de l'Aménagement du territoire, des Pouvoirs locaux, de l'Emploi, et de la Rénovation urbaine
- 1995-1999 : Ministre-Président du gouvernement de la Région de Bruxelles-Capitale, chargé des Pouvoirs locaux, de l'Emploi, des Monuments et sites (Gouvernement Picqué II)
- 1995-1999 : Ministre de la Communauté française chargé de la Culture
- 1999-2000 : Député fédéral
- 1999-2000 : Commissaire du gouvernement fédéral, chargé de la Politique des grandes villes
- 2000-2003 : Ministre fédéral de l'Économie et de la Recherche scientifique, chargé de la Politique des grandes villes
- mai 2003- : Député fédéral
- janvier 2004: Ministre d'État
- 2004-2013 : Ministre-Président du gouvernement de la Région de Bruxelles-Capitale, chargé des Pouvoirs locaux, de l'Aménagement du territoire, des Monuments et sites, de la Rénovation urbaine, du Logement, de la Propreté publique, et du Commerce extérieur
- 2014-2019 : Président du Parlement de la région de Bruxelles-Capitale